# 南投市龍泉井
23°54′32″N 120°41′18″E / 23.908764°N 120.688245°E

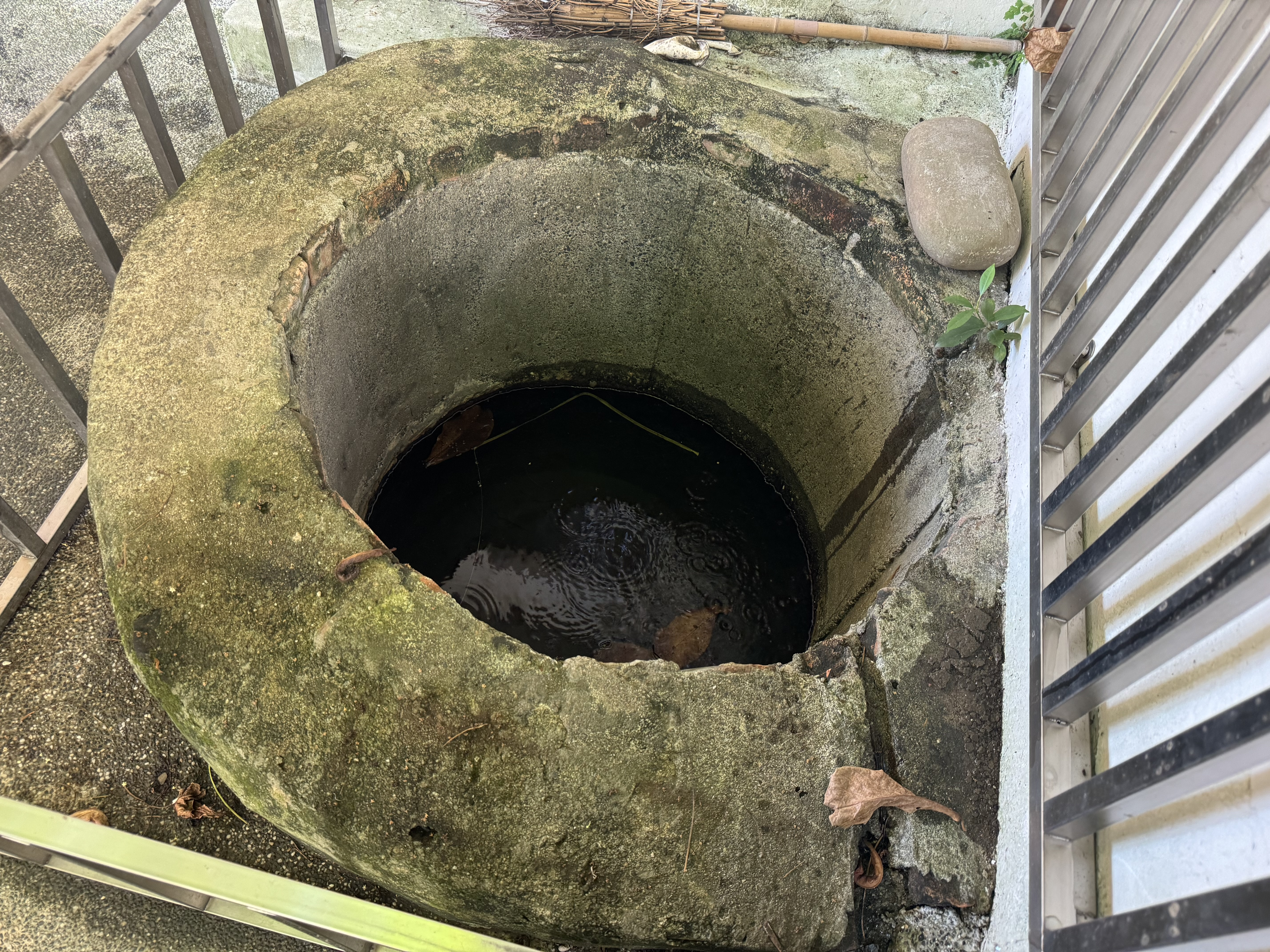
南投市龍泉井

南投市龍泉井，舊稱番仔井，位於臺灣南投縣南投市龍泉里南投龍泉寺後。

## 狀況
前縣議員吳弘二回憶，昔日在南投市中心南投龍泉寺附近都是農田，並有四口井。因相傳這裡是平埔族南投社的汲水地，故井被喚作「番仔井」。之後隨時代變遷僅剩的一口，因泉水可冒出地面有半尺高，如同龍吐水，改為今名。今址在南投龍泉寺後的龍井街14巷，該街名就是南投鎮公所取自此井。
南投市的地下水因受八卦山麓的茶園長期使用雞糞等有機肥影響，硝酸鹽氮等過高，故自來水取自日月潭地面水。九二一地震時，供應南投等中部地區水源的日月潭水社壩等一度出現壩面裂縫，遂減輕水壓，南投市供水量減少。龍泉里里民柯福榮表示，這段期間該井成為附近居民的重要的生活水源。

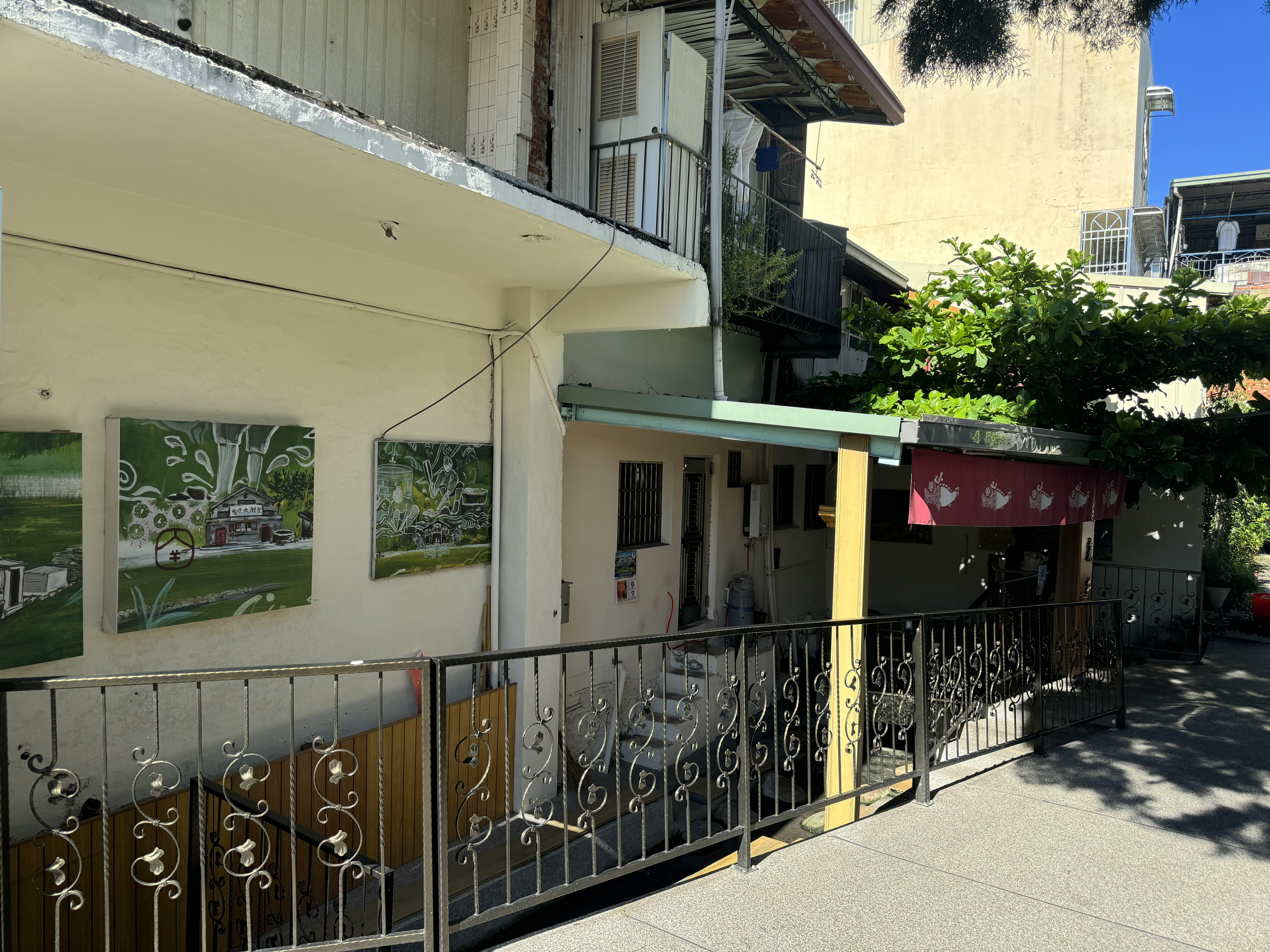
龍泉井洗衣場

2020年12月23日，南投縣長林明溱在立委馬文君等人陪同下來龍泉井會勘，聽到居民抱怨湧泉水質遭民生廢水污染而不再好作為洗衣場，當場指示觀光處著手改造。經張嘉哲、曾振炎等議員反映建議，林明溱答應以新台幣200萬元重新整修。2022年2月15日完工時，井邊已加上階梯扶手、洗衣石、書法師李轂摩題字「龍泉福地」、藝術家洪易設計的「魚龍燈」。4月8日，由林明溱舉行揭幕啟用。